# What's Words Worth?
《What's Words Worth?》는 1978년 2월 18일에 녹음된 영국의 헤비 메탈 밴드 모터헤드의 두 번째 라이브 음반으로, 약 5년 후인 1983년 3월 5일까지 빅 비트 레코드에서 발매되지 않았다. 이것은 그들이 70년대 중반에 연주한 노래들의 모음집이고, 이 자료들 중 거의 어떤 것도 80년대 초반부터 그들의 라이브 세트의 일부가 되지 않았다.

## 배경
윌코 존슨은 윌리엄 워즈워스 원고의 보존을 위한 기금을 모으기 위해 1978년 2월 18일, 런던의 라운드하우스에서 자선 행사를 조직했다. 모터헤드와 치즈윅 레코드의 레이블 동료인 카운트 비숍스와 윌코 존슨이 빌에 올랐지만 계약상의 이유로 모터헤드는 《Iron Fist and the Hordes from Hell》이라는 이름으로 공연해야 했고, 그 중 일부는 나중에 스튜디오 음반 《Iron Fist》의 이름으로 사용되었다. 이 공연 동안 믹 패런은 〈Lost Johnny〉의 공연을 위해 그들과 함께 무대에 섰다. 롤링 스톤스 이동식 스튜디오는 다가오는 LP를 위한 주교 라이브를 녹음하기 위해 고용되었고, 당시 모터헤드의 매니저였던 토니 세쿤다가 그의 밴드도 녹음할 수 있는지 물었다. 이 공연 직후 세쿤다와 문제가 생기자 밴드는 매니저를 더그 스미스로 다시 바꾸었다. 세쿤다는 영국을 떠나 미국으로 돌아갔지만, 마스터 테이프는 치즈윅이 보관하고 있었다. 요즘 밴드에서 항상 돈이 문제가 되었기 때문에, 스미스는 테이프를 기억했고 1983년에 (부분적으로) 음반을 발매하는 거래가 이루어졌다.

## 곡 목록
| #  | 제목                          | 작사·작곡                           | 재생 시간 |
| -- | ----------------------------- | ----------------------------------- | --------- |
| 1. | 〈The Watcher〉               | 레미 킬미스터                       | 4:01      |
| 2. | 〈Iron Horse / Born to Lose〉 | 필 테일러, 데릭 브라운, 가이 로렌스 | 4:55      |
| 3. | 〈On Parole〉                 | 래리 월리스                         | 5:12      |
| 4. | 〈White Line Fever〉          | 킬미스터, 에디 클라크, 테일러       | 2:33      |

| #  | 제목                     | 작사·작곡                                       | 재생 시간 |
| -- | ------------------------ | ----------------------------------------------- | --------- |
| 5. | 〈Keep Us on the Road〉  | 테일러, 믹 브라운, 가이 "트램프" 로렌스         | 3:58      |
| 6. | 〈Leaving Here〉         | 라몬트 도지어, 브라이언 홀랜드, 에드워드 홀랜드 | 3:12      |
| 7. | 〈I'm Your Witchdoctor〉 | 존 메이올                                       | 3:08      |
| 8. | 〈Train Kept A-Rollin'〉 | 타이니 브래드쇼, 하워드 케이, 로이스 맨         | 2:43      |
| 9. | 〈City Kids〉            | 월리스, 던컨 샌더슨                             | 4:40      |